# Hoilungidae
Classe
Les Hoilungidae sont une famille de placozoaires.

## Liste des genres
Selon World Register of Marine Species (6 février 2024) :
- Hoilungia Eitel, Schierwater & Wörheide, 2018

Deux autres genres correspondant aux clades IV et VII sont en attente de description.

## Systématique et taxinomie
Cette famille a été créée en 2022 par Michael Tessler (d), Johannes S. Neumann (d), Hans-Jürgen Osigus (d), Rob DeSalle (d) et Bernd Schierwater (d),, dans une publication coécrite avec Kai Kamm (d), Gil Eshel (d), Apurva Narechania (d) et John A. Burns (d).

## Publication originale
- (en) Michael Tessler, Johannes S. Neumann, Kai Kamm, Hans-Jürgen Osigus, Gil Eshel, Apurva Narechania, John A. Burns, Rob DeSalle et Bernd Schierwater, « Phylogenomics and the first higher taxonomy of Placozoa, an ancient and enigmatic animal phylum », Frontiers in Ecology and Evolution, Suisse, vol. 10, no 1016357,‎ 8 décembre 2022, p. 1-18 (e-ISSN 2296-701X, DOI 10.3389/fevo.2022.1016357, lire en ligne, consulté le 6 février 2024).